# Anko

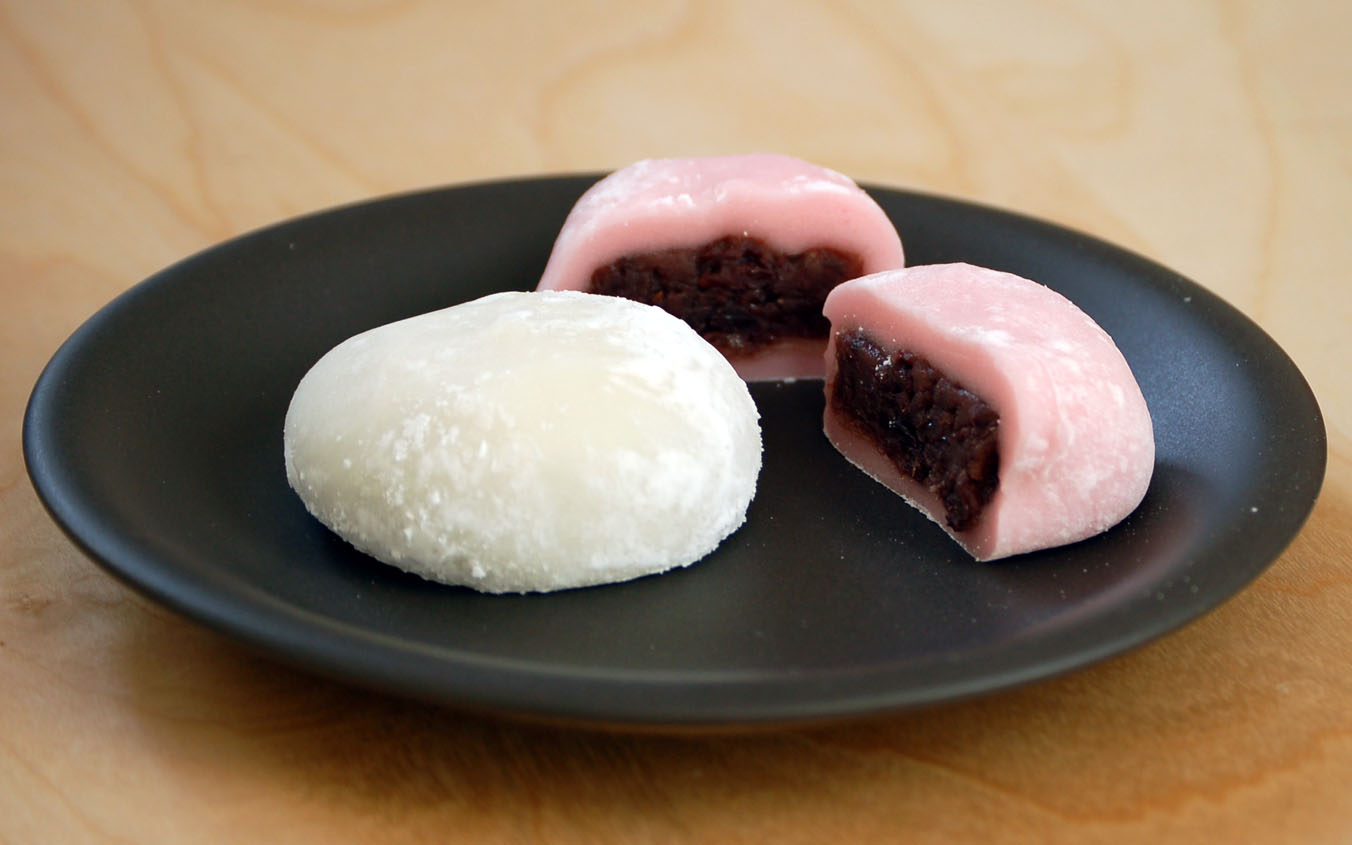
Daifuku farcit danko.

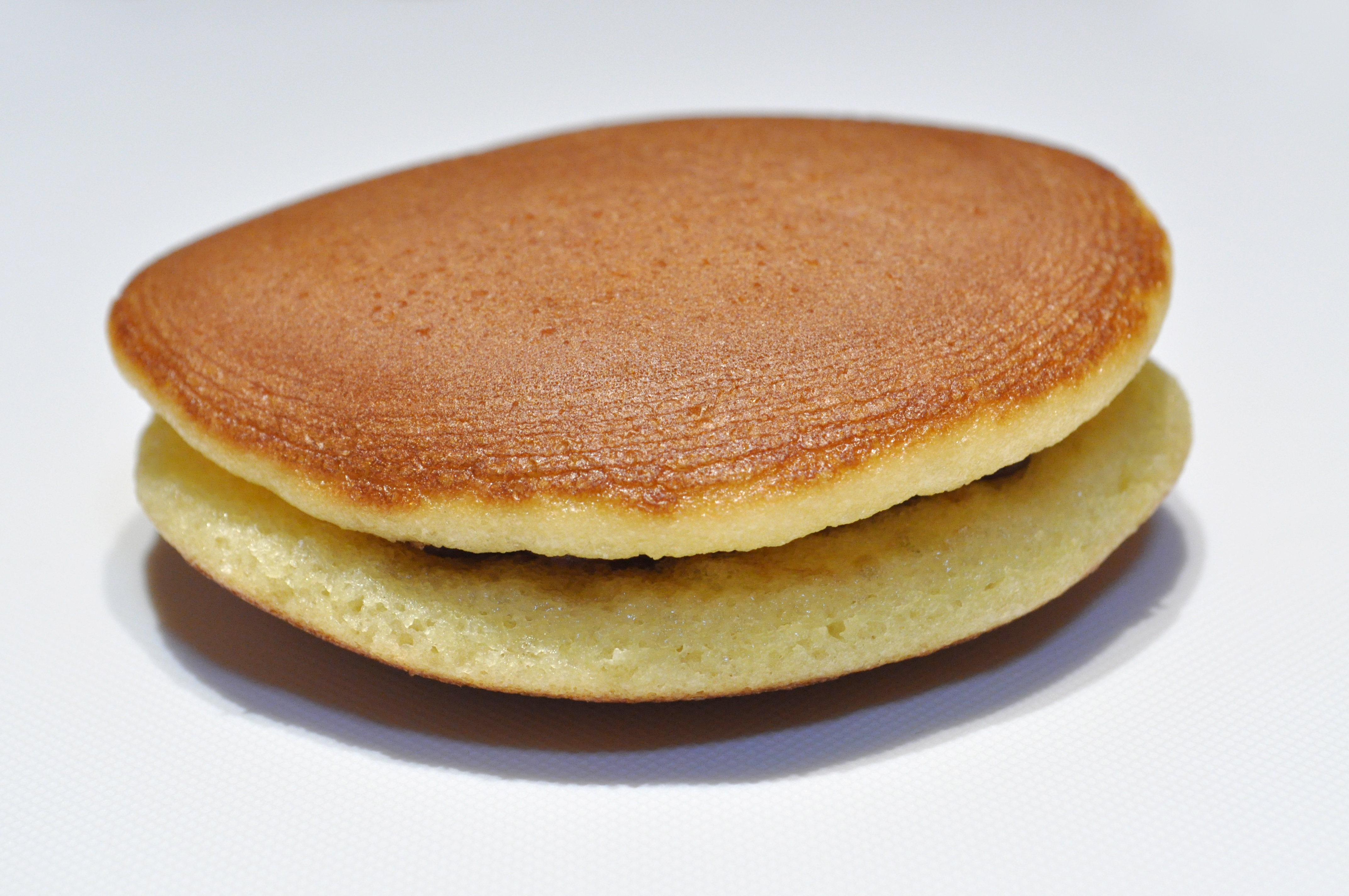
Doraiaki farcit d'anko.

L'anko és una pasta de mongetes dolces o pasta de mongetes vermelles feta amb mongetes azuki molt utilitzades a l'Extrem Orient, sobretot al Japó i a la Xina. Aquesta pasta dolça es fa servir principalment a Gastronomia de la Xina i del Japó on a més és usat per a diferents tipus de dolços i postres. S'elabora picant les mongetes d'azuki cuites fins a obtenir una pasta i tirant-li sucre.
- Xinès mandarí: 红豆沙 pinyin: hóngdòushā, Hokkien: taosa.
- Japonès: an (餡) (餡, an?), anko (餡子, anko (餡子)).

## Cuina xinesa
- Sopa de mongetes vermelles
- Tangyuan
- Zongzi
- Mooncakes
- Baozi (Doushabao)
- Pastís de mongetes vermelles
- Crep amb pasta de mongetes vermelles

## Cuina japonesa
- Anmitsu (anko i gelatina)
- Anpan (pa farcit d'anko)
- Daifuku
- Doraiaki (doble crep amb anko)
- Manjū
- Oshiruko o Ozenzai (sopa de mongetes vermelles)
- Taiyaki
- Uirō (un pastís tradicional japonès)
- Iōkan (gelatina de mongeta vermella)